# 屏東縣長官邸
屏東縣長官邸為屏東縣屏東市的和洋折衷式建築，其興建於1920年，其前身可能為阿緱廳廳長官邸，在後來作為屏東郡郡長官邸，戰後則作為屏東縣長官邸。在2003年被登錄為屏東縣歷史建築，並在2015年6月首次開放民眾參觀。

## 介紹
此官邸建築分為西側的和館和東側的洋館，為台灣南部地區現存最華麗且保存狀況最佳的日治時期高級官員官舍建築。和館為傳統的日式住宅，其在南向設有外廊道，整體平面呈L字型。洋館高三層樓，其立面由紅磚與木製雨淋板構成，在東側入口處設有一凸出窗台空間。